# Mees Peijnenburg
Mees Peijnenburg, né le 20 mai 1989 à Amsterdam, est un réalisateur néerlandais.

## Filmographie

### Réalisateur

#### Courts et moyens métrages
- 2012 : We Were Wolves (Wij waren wolven)[2]
- 2013 : Les Cowboys pleurent aussi (Cowboys janken ook) [3]
- 2014 : Bloedhond
- 2015 : We Will Never Be Royals (Geen koningen in ons bloed (nl)[4]
- 2015 : Un creux dans mon cœur[5]
- 2021 : Payboy

#### Longs métrages
- 2020 : Paradise Drifters
- 2025 : A Family